# Général “Tête Jaune”
Pour les articles homonymes, voir Tête jaune.
Général “Tête Jaune” est le dixième album de la série de bande dessinée Blueberry de Jean-Michel Charlier (scénario) et Jean Giraud (dessin). Publié en 1971, c'est le dernier du cycle du cheval de fer (quatre tomes).

## Résumés

### Court
Malgré la saison hivernale et une entente de paix avec les indiens de la région, le général Allister attaque des campements indiens. Aveuglé par son désir d'honneurs, il en vient à sacrifier des hommes de sa colonne alors que les indiens parviennent à former une force d'opposition mortelle.

### Détaillé

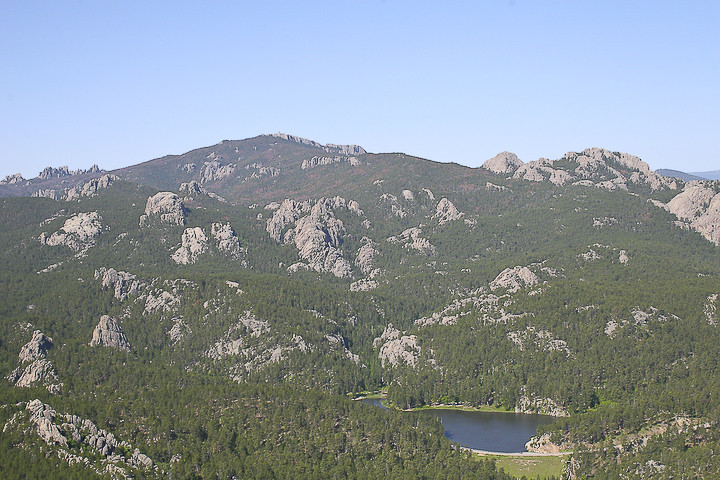
Vue sur les Black Hills dans le Dakota du Sud aux États-Unis.

Le général Allister dirige sa colonne vers les Black Hills, même si la neige et le froid hivernal rendent difficiles la progression des hommes et des bêtes.
McClure propose à Red Neck, contre argent, un verre d'alcool pour se réchauffer, malgré l'interdiction formelle d'Allister d'emporter de l'alcool. McClure se justifie en invoquant « une ordonnance du toubib ». Après une heure, les deux sont ivres.

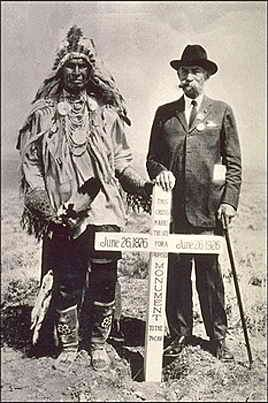
Le scout Crow White Man Runs Him et le général Godfrey, vétérans de la bataille de Little Bighorn. Photographie prise en 1926.

Les pisteurs, des indiens Crows et un homme blanc, découvrent des traces laissées par des Sioux. Alors que le jour tombe, les pisteurs découvrent un village indien près d'une rivière gelée. Allister le fait encercler silencieusement et attend le lever du jour pour l'attaquer.
Blueberry tente encore de dissuader Allister d'attaquer le village, en vain. Tout au long de la nuit froide, McClure et Red Neck consomment de l'alcool dans le but de se réchauffer. Au matin, McClure, ivre, cause une collision entre deux chariots : le sien est en partie brisé. Au même moment, Red Neck fume un cigare, violant l'une des consignes d'Allister. Le lieutenant Budinglow, furieux, lui donne une claque au visage. Le cigare allumé atterrit près d'un chariot d'où coule l'alcool de McClure. Le même chariot contient des explosifs. Voyant le danger, Blueberry le dirige rapidement vers une falaise. Le chariot, ayant basculé in extremis, explose au bas de celle-ci. Allister est furieux contre Blueberry et menace de le fusiller, mais un officier parle en faveur de Blueberry. Allister veut alors connaître qui a allumé les explosifs, en vain.
Alertés, les squaws, les papooses et les vieillards du village s'enfuient en traversant la rivière, dont la surface est gelée. Les quelques guerriers laissés sur place pour protéger le village (pendant la saison de la chasse aux bisons) se regroupent pour s'opposer aux soldats. Les canons de la colonne tirent pour briser la glace, ce qui ralentit la progression des fuyards. Des soldats foncent vers le village, mais leur élan est cassé par le « sacrifice de quelques guerriers indiens restés en arrière ».
Après que ses hommes ont tué les guerriers, Allister les mène sur l'autre berge, bien que la glace soit fragilisée par les tirs de canon. Alors qu'il est près de la berge opposée, des indiens font tomber des pierres sur la glace, brisant celle-ci sous lui, ce qui le précipite dans l'eau glacée. Blueberry, en partie malgré lui, sauve Allister de la noyade.
Allister exige que des hommes trouvent un passage vers l'autre berge, car il « faut achever les fuyards avant qu'ils puissent donner l'alerte aux autres tribus campant dans la région. » Il ordonne de brûler le village, mais des guerriers indiens en patrouille aperçoivent les fumées qui se dégagent de l'incendie. Blueberry, McClure et Red Neck aperçoivent des signaux de fumée : « Ils sont un sacré paquet ! »

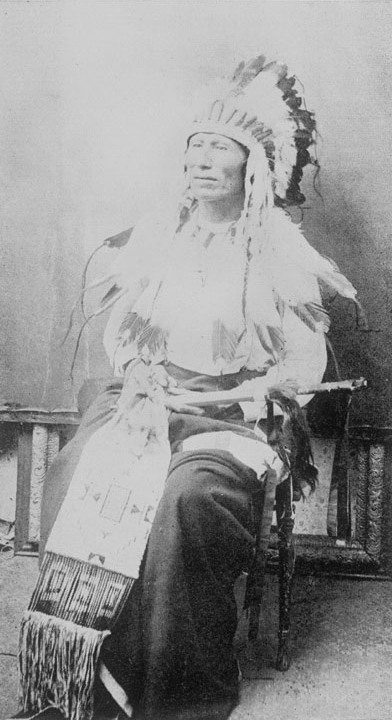
Le chef cheyenne Dull Knife, lequel fut impliqué dans la bataille de Little Bighorn en juin 1876.

Blueberry avertit Allister de la présence des indiens cheyennes. Allister lui ordonne de les contenir pendant deux heures en ayant recours aux soldats blessés et aux conducteurs des chariots qu'il laisse derrière, affirmant qu'il reviendra à leur secours plus tard. Foster doute de leur survie face aux Cheyennes.
Blueberry ordonne à McClure et à Red Neck de faire sauter à la dynamite la glace qui pourrait soutenir le passage d'un groupe à cheval. Pendant que les deux hommes effectuent leur mission, il mène les soldats blessés à l'un des gués de la rivière. Ils parviennent à traverser avant l'arrivée des guerriers cheyennes. Blueberry ordonne qu'un chariot soit basculé en travers du gué, ce qui freinera l'avance des Cheyennes. À coups de haches et de béliers, ils brisent le chariot, pendant que Blueberry et ses hommes, sachant qu'ils n'ont aucune chance d'en sortir vivants, se préparent à les affronter sur la rive opposée.
Au moment où les Indiens arrivent sur la berge, Blueberry a une idée pour se faire entendre d'Allister : faire exploser une caisse de bâtons de dynamite parmi le gros des forces cheyennes. Le bruit de l'explosion est entendu jusqu'à la colonne menée par Allister. Foster lui demande d'aller à leur secours, ce qu'Allister refuse car les fuyards « viennent de rejoindre un fort parti de guerriers arapahoes ». Selon Blueberry, en plein combat, « [cette] crapule d'Allister nous a sacrifiés ! »
Pendant ce temps, Blueberry et ses hommes, qui ont improvisé un petit retranchement, ont bien du mal à repousser les Indiens revenus en force. Blueberry est atteint par un tomahawk. Le croyant mort, les survivants tentent de se replier dans les bois, mais un mur de cavaliers indiens se dresse devant eux : aucun soldat n'en réchappe. Blueberry, qui n'a été qu'assommé, se relève au moment où un guerrier indien allait le scalper, ce dernier est cependant abattu par McClure, arrivé peu de temps auparavant.
Le gros des guerriers cheyennes sur leurs talons, les deux s'enfuient. McClure propose de retrouver la colonne d'Allister, mais Blueberry croit que les Cheyennes veulent savoir où elle se trouve. Il propose un autre plan : celui de les attirer vers un massif à leur gauche.

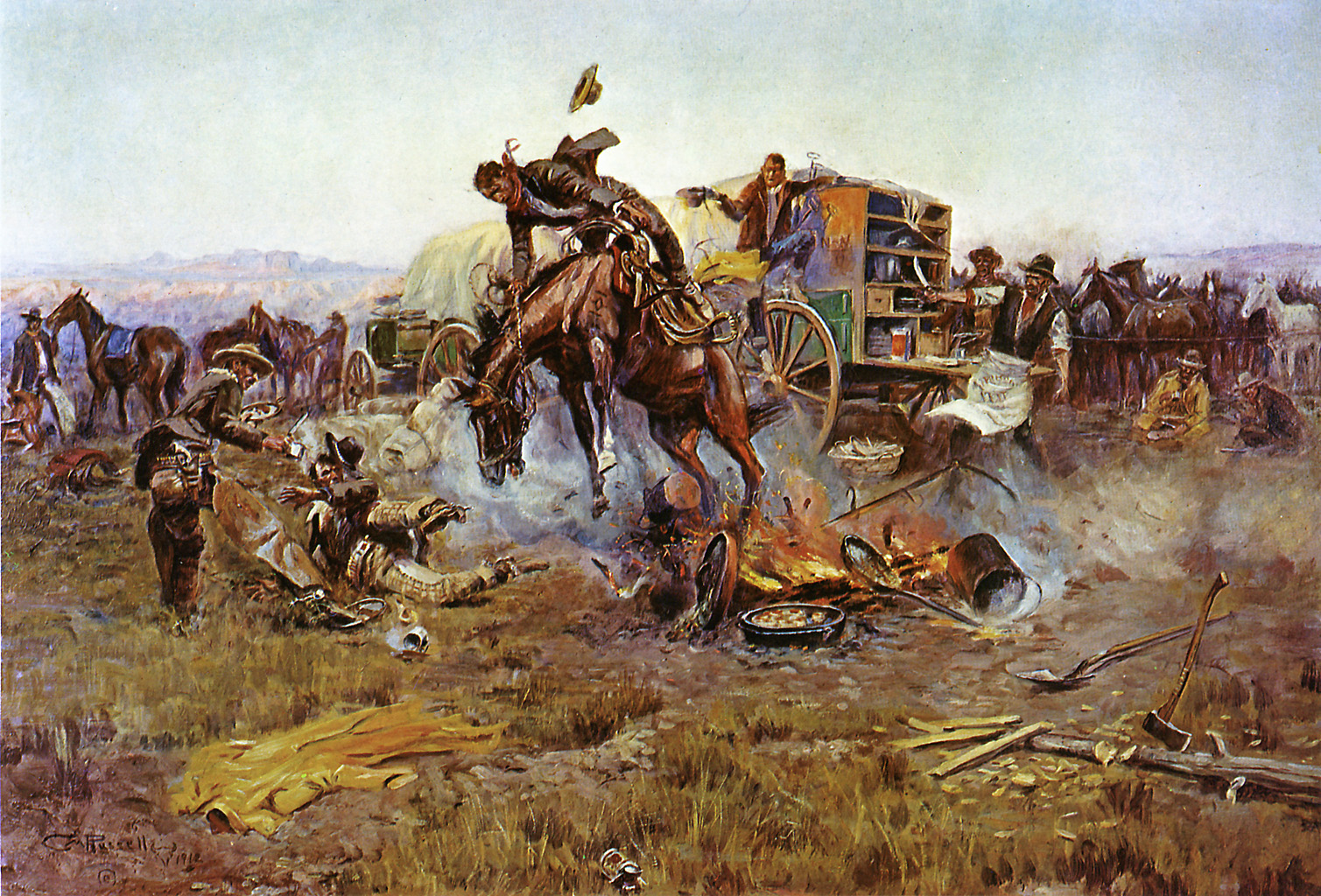
Un cow-boy tente de maîtriser un bronco. Bronc to Breakfast, peinture de C. M. Russell.

Profitant de la proximité d'un bois de bouleaux et de pins, Blueberry fabrique un piège pour assommer le dernier des poursuivants indiens. Chevauchant le bronco de l'indien, il se rend au massif et fabrique une « mise en scène sonore ». Allumant successivement différents montages explosifs, il donne l'illusion de coups de canons, de charges de cavalerie et de tirs d'armes à feu. Les Cheyennes qui poursuivaient McClure se dirigent vers le lieu de la mise en scène. Profitant du jour qui se couche, Blueberry s'éloigne du massif en direction du gros des forces d'Allister. À la nuit tombante, les guerriers cheyennes découvrent la mise en scène.
Le lendemain, Blueberry tombe sur McClure. Devant un champ de bataille, ils discutent des chances que la colonne survive à la campagne militaire : « il n'y aura plus assez de vainqueurs pour aller [...] raconter [les victoires] ». Plus tard, ils rejoignent ce qui reste de la colonne. Blueberry fait son rapport à Allister : « Tous massacrés, sir ! Là où vous les avez froidement sacrifiés ! » Allister doute de la loyauté de Blueberry, car il est encore vivant. Allister exige qu'une cour martiale soit rassemblée sur le champ dans le but de faire exécuter Blueberry. McClure et Red Neck exigent d'être entendus et affirment qu'ils iront « clamer partout la vérité ! » Allister plie. Quelques secondes plus tard, Blueberry met en garde Allister, car plusieurs groupes de guerriers indiens se dirigent vers leur campement.
Discrètement, Blueberry exige que Red Neck aille trouver le général Dodge pour qu'il vienne en renfort avec des travailleurs affectés à la construction du chemin de fer. Il espère ainsi pouvoir sauver ce qui reste des soldats sous les ordres d'Allister. Red Neck refuse, mais Blueberry menace de raconter comment le chariot d'explosifs a alerté les indiens à cause de son ivresse et de son cigare.
Red Neck promet et se met en queue du convoi, feignant de chevaucher une bête épuisée. Cependant, le lieutenant Budinglow le surveille de près, l'empêchant de s'esquiver. Blueberry démontre à Budinglow comment il sait bien imiter le cri des loups, ce qui fait sursauter son cheval, le désarçonnant et le ridiculisant. Red Neck en profite pour disparaître discrètement de la vue des soldats.
Le soir, alors que la neige tombe, « une centaine d'indiens » attaquent le convoi et se retirent « de façon aussi fulgurante [qu'ils avaient] surgi ». Budinglow donne l'ordre de les poursuivre, mais Blueberry annule cet ordre, car « [les] indiens n'attendent que ça ». En effet, ils souhaitent attirer les soldats dans un piège où ils ne feront pas le poids. Le lendemain, « les attaques se succèdent, tombant à l'improviste sur le convoi ». À force d'insister, Budinglow obtient l'autorisation de poursuivre les indiens. Foster fait discrètement remarquer à Allister que « Budinglow va mettre sa grosse tête vide dans un traquenard ! » Allister réplique qu'il a besoin de temps et que Budinglow est volontaire. À l'annonce de l'autorisation, Blueberry et McClure savent qu'ils vont à une mort certaine.

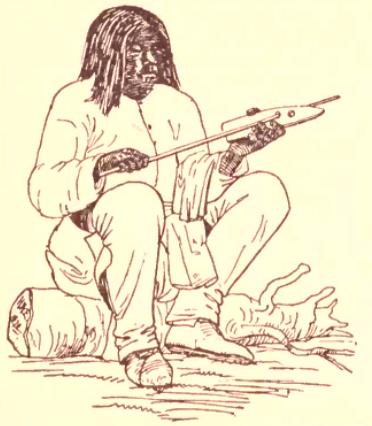
Un shoshone utilise un outil pour redresser une flèche.

Le lendemain, pour répliquer à une attaque, Budinglow mène les hommes sous son commandement à la poursuite des indiens. Une demi-heure plus tard, son groupe se trouve subitement au sommet d'une colline, encerclé par des centaines d'indiens. Budinglow reçoit une flèche en plein cœur presque immédiatement. L'un des officiers demande à Blueberry de prendre le commandement pour les « tirer de ce guêpier ».
De leur côté, Allister et ses hommes affrontent une masse d'Indiens. Ils atteignent une plaine, mais au prix de « pertes [...] effroyables ». Alors qu'ils se dirigent vers un bois et sont encerclés par des indiens, des coups de feu sont tirés : menés par le général Dodge, des hommes sortent du bois et foncent vers les Indiens, qui refluent et s'enfuient vers les collines environnantes.
Lorsque Red Neck, qui a prévenu Dodge, s'enquiert de Blueberry, Foster lui apprend qu'Allister l'a « envoyé à une mort certaine pendant que nous détalions comme des lapins ». Furieux, Red Neck menace de tuer Allister d'une balle de revolver. En parallèle, les hommes menés par Blueberry ne peuvent contenir les Indiens qui les attaquent, s'étant une nouvelle fois constitués un petit retranchement. Ses effectifs se réduisant tels une peau de chagrin et arrivant à court de munitions, Blueberry sonne du clairon pour alerter Allister. Red Neck et Dodge comprennent qu'il est toujours en vie.
Dodge ordonne aux hommes présents de le suivre. Ils arrivent juste à temps pour sauver Blueberry et quelques soldats survivants d'une mort certaine. Plus tard, Dodge affirme qu'Allister reconnaît son « héroïque dévouement » et qu'il ne lui refusera pas « un congé pour bravoure exceptionnelle ». Ce qu'Allister accepte à contrecœur : « Vous pouvez aller Blueberry ! ... Mais j'espère bien vous retrouver un jour ! »

## Personnages principaux
- Le général Allister : officier nordiste passé général à la fin de la guerre de Sécession[23], il est surnommé « Tête Jaune » par les Indiens[24]. Son nom est mentionné pour la première fois (sans préparation) par McClure dans la planche 7 de l'album La Piste des Sioux, et il apparaît en chair et en os à partir de la planche 40 de ce même album. Selon Blueberry, qui affirme avoir servi sous ses ordres, c'est un « arriviste sans scrupule » et un « ambitieux acoquiné avec des politiciens véreux ». De son côté, Allister affirme qu'il veut « en finir avec cette vermine indienne »[25].
- Blueberry : lieutenant de cavalerie réquisitionné par le général Allister dans le but de l'empêcher de prévenir le général Dodge de ce qui se trame contre les Indiens[26].
- McClure : vieil homme alcoolique[27] et compagnon d'aventures de Blueberry.
- Red Neck : aventurier ayant travaillé pour le compte de l'Union Pacific, il s'est pris d'affection pour Blueberry et pour McClure[28].
- Le lieutenant Budinglow : militaire qui obéit en tout au général Allister, sans porter de jugement critique[29].
- Foster : militaire sous les ordres du général Allister. Il est plus critique des ordres d'Allister que Budinglow[30].
- Le général Dodge[note 2] : militaire américain qui a confiance dans les capacités de Blueberry, malgré son caractère. Selon lui, Blueberry est « une tête brûlée, mais un homme remarquable[31] ».

## Éditions
- Général “Tête Jaune”, 1971, Dargaud, 48 p. 
  - Réédition en 1998.  (ISBN 2-205-04338-2)